# Казахстан на Светском првенству у атлетици на отвореном 2023.
Казахстан је на 19. Светском првенству у атлетици на отвореном 2023. одржаном у Будимпешти од 19. до 27. августа шеснаести пут, односно, учествовао је под данашњим именом на свим првенствима од 1993. до данас. Репрезентацију Казахстана је представљало 8 такмичара (1 мушкарац и 7 жена) који су се такмичили у 6 дисциплина (1 мушка и 5 женских) . , 

На овом првенству такмичари Казахстан нису освојили ниједну медаљу.

## Учесници
| Мушкарци: - Давид Ефремов — 110 м препоне | Жене: - Керолајн Чепкоеч Кипкируи — 10.000 м - Жана Мамажанова — Маратон - Дејзи Џепкемеи — 3.000 м препреке - Галина Јакушева —Ходање 35 км - Надежда Дубовитскаја — Скок увис - Кристина Овчиникова — Скок увис - Јелисавета Матвејева — Скок увис |

## Резултати

### Мушкарци
| Атлетичар     | Дисциплина    | Лични рекорд | Квалификације | Квалификације | Полуфинале           | Полуфинале           | Финале               | Финале       | Детаљи |
| Атлетичар     | Дисциплина    | Лични рекорд | Резултат      | Место         | Резултат             | Место                | Резултат             | Место        | Детаљи |
| ------------- | ------------- | ------------ | ------------- | ------------- | -------------------- | -------------------- | -------------------- | ------------ | ------ |
| Давид Ефремов | 110 м препоне | 13,51        | 13,78         | 8. у гр. 4    | Није се квалификовао | Није се квалификовао | Није се квалификовао | 36 / 43 (45) |        |

### Жене
| Атлетичарка               | Дисциплина       | Лични рекорд | Квалификације | Квалификације | Полуфинале            | Полуфинале   | Финале                | Финале             | Детаљи |
| Атлетичарка               | Дисциплина       | Лични рекорд | Резултат      | Место         | Резултат              | Место        | Резултат              | Место              | Детаљи |
| ------------------------- | ---------------- | ------------ | ------------- | ------------- | --------------------- | ------------ | --------------------- | ------------------ | ------ |
| Керолајн Чепкоеч Кипкируи | 10.000 м         | 30:17,64 НР  |               |               |                       |              | Нису завршиле трку    | Нису завршиле трку |        |
| Жана Мамажанова           | Маратон          | 2:26:54 НР   |               |               |                       |              | Нису завршиле трку    | Нису завршиле трку |        |
| Дејзи Џепкемеи            | 3.000 м препреке | 9:06,66      | 9:46,23 ЛРС   | 12. у гр. 2   |                       |              | Није се квалификовала | 30 / 35            |        |
| Галина Јакушева           | 35 км ходање     | 2:54:50      |               |               |                       |              | Није завршила трку    | Није завршила трку |        |
| Надежда Дубовитскаја      | Скок увис        | 2,00         | 1,89 кв       | 5. гр. Б      |                       |              | 1,90                  | 9 / 34 (3)         |        |
| Кристина Овчиникова       | Скок увис        | 1,96         | 1,85          | 12. гр. А     | Нису се квалификовале | 25 / 34 (35) |                       |                    |        |
| Јелисавета Матвејева      | Скок увис        | 2,00         | 1,80          | 16. гр. B     | Нису се квалификовале | 29 / 34 (35) |                       |                    |        |